# Immoral Compass
Immoral Compass es una serie de televisión de antaología de comedia negra de 2021 creada y producida por Tyler Falbo. Bill Burr coprodujo, escribió, dirigió, narró y protagonizó la serie. Immoral Compass contó con la presencia de Vince Vaughn, Bobby Lee, Al Madrigal y Nick Swardson, entre otros, como actores invitados.
La fue producida por Irwin Entertainment y All Things Comedy y lanzada a través de The Roku Channel el 5 de noviembre de 2021. Originalmente, la serie se iba a lanzar a través de Quibi, pero la plataforma dejó de existir y Roku se hizo cargo de la distribución. Por su actuación en la serie, Burr obtuvo una candidatura a los Premios Primetime Emmy al mejor actor en una serie dramática o de comedia de formato corto.

## Episodios
| N.º | Título                  | Dirigido por | Escrito por                                      | Fecha de lanzamiento original |
| --- | ----------------------- | ------------ | ------------------------------------------------ | ----------------------------- |
| 1   | «Part 1: Guilt»         | Tyler Falbo  | Zack Bornstein, Chelsea Davison y Claire Epstein | 5 de noviembre de 2021        |
| 2   | «Part 2: Secrets»       | Tyler Falbo  | Zack Bornstein, Chelsea Davison y Claire Epstein | 5 de noviembre de 2021        |
| 3   | «Part 3: Relationships» | Tyler Falbo  | Zack Bornstein, Chelsea Davison y Claire Epstein | 5 de noviembre de 2021        |
| 4   | «Part 4: Parenthood»    | Tyler Falbo  | Zack Bornstein, Chelsea Davison y Claire Epstein | 5 de noviembre de 2021        |
| 5   | «Part 5: Hypocrisy»     | Tyler Falbo  | Zack Bornstein, Chelsea Davison y Claire Epstein | 5 de noviembre de 2021        |
| 6   | «Part 6: Technology»    | Tyler Falbo  | Zack Bornstein, Chelsea Davison y Claire Epstein | 5 de noviembre de 2021        |
| 7   | «Part 7: Boundaries»    | Tyler Falbo  | Zack Bornstein, Chelsea Davison y Claire Epstein | 5 de noviembre de 2021        |
| 8   | «Part 8: Nostalgia»     | Tyler Falbo  | Zack Bornstein, Chelsea Davison y Claire Epstein | 5 de noviembre de 2021        |
| 9   | «Part 9: Authenticity»  | Tyler Falbo  | Zack Bornstein, Chelsea Davison y Claire Epstein | 5 de noviembre de 2021        |
| 10  | «Part 10: Closure»      | Tyler Falbo  | Zack Bornstein, Chelsea Davison y Claire Epstein | 5 de noviembre de 2021        |